# Saint-Denis-d'Orques
Saint-Denis-d'Orques è un comune francese di 915 abitanti situato nel dipartimento della Sarthe nella regione dei Paesi della Loira.

## Società

### Evoluzione demografica
Abitanti censiti